# Stazione di Latour-de-Carol - Enveitg
La stazione di Latour-de-Carol - Enveitg (in francese Gare de Latour-de-Carol - Enveitg, in catalano Estació de la Tor de Querol - Enveig) è una stazione ferroviaria internazionale posta sulle linee Portet-Saint-Simon - Puigcerdà, Barcellona - Latour-de-Carol e Villefranche - Latour-de-Carol. Serve i comuni di Latour-de-Carol e di Enveitg.